# میکل استیل
میکل استیل (انگلیسی: Michael Steele؛ زادهٔ ۲ ژوئن ۱۹۵۵) یک موسیقی‌دان اهل ایالات متحده آمریکا است. او از اعضای گروه‌های بنگلز و رانِوِیز بود.